# Folkeviljen (illegal avis)
 For alternative betydninger, se Folkeviljen. (Se også artikler, som begynder med Folkeviljen)
Folkeviljen var en norsk illegal avis, som blev udgivet i Norge under den tyske besættelse i 2. verdenskrig.
Avisen blev etableret på Gjøvik i februar 1941, med redaktør Leif Blichfeldt fra Oppland Arbeiderblad, som drivkraft, og med tyngdepunkt i den lokale arbejderbevægelse.
Blichfeldt blev arresteret af Gestapo, i efteråret 1943.
Avisen udkom to gange om måneden i et oplag på 500 eksemplarer, og holdt stort set udgivelsen i gang til krigens slutning.

## Ekstern henvisning
- Hans Luihn: De illegale avisene, Universitetsforlaget (1960)